# 체포왕
《체포왕》은 2011년에 개봉한 대한민국의 코미디 영화이다.

## 캐스팅
- 박중훈 : 황재성 팀장 역
- 이선균 : 정의찬 팀장 역
- 이성민 : 조 형사 역
- 김정태 : 송 형사 역
- 최덕문 : 발바리 역
- 고주연 : 수연 역
- 한수연 : 현숙 역
- 이승철 : 현숙 부 역
- 강기화 : 혜진 역
- 정도원 : 신 형사 역
- 안용준 : 김 형사 역
- 오성수 : 마포 형사 1 역
- 신정호 : 마포 형사 2 역
- 정동철 : 마포 형사 3 역
- 김소진 : 마포 여경 역
- 박성민 : 서대문 형사 1 역
- 김재철 : 서대문 형사 2 역
- 이달 : 서대문 형사 3 역
- 김해정 : 서대문 여경 역
- 김서경 : 피해자 정씨 역
- 최설화 : 피해자 부인 역
- 임정운 : 피해자 남편 역
- 권귀빈 : 피해자 여대생 역
- 신민영 : 피해자 여동생 역
- 김한 : 운전학원실장 역
- 조재윤 : 조태복 역
- 정동규 : 수연 부 역
- 송창곤 : 서대길 역
- 최재섭 : 장석철 역
- 채희재 : 인턴 역
- 김민재 : 날치기 1 역
- 김록경 : 날치기 2 역
- 박무영 : 정마담 역
- 설지윤 : 재성 전처 역
- 김대흥 : 택배기사 역
- 김영진 : 청도파 역
- 윤성원 : 청도파 역
- 이새로미 : 날치기 아줌마 역
- 이정은 : 창틀용의자 역
- 이석구 : 최 사장 역
- 류성훈 : 현숙 남동생 역
- 이동용 : 고스톱 아저씨 역
- 이우진 : 강 사장 역
- 송창곤 : 서대길 역
- 권병길 : 경찰청장 역 (특별출연)
- 주진모 : 조준구 서장 역 (특별출연)
- 이한위 : 이용갑 서장 역 (특별출연)
- 임원희 : 고명원 박사 역 (특별출연)
- 장소연 : YTN기자 역 (특별출연)
- 이하늘 : 자살소동남 역 (특별출연)
- 컬투 (목소리출연)

## 수상
- 2012년 제48회 백상예술대상 신인감독상 - 임찬익